# Medicina tática
A Medicina Tática é uma das áreas de estudo da medicina geral e militar  , que trata da atenção a saúde física, psicológica e social no contexto da ações taticas e situações de conflitos interpessoais urbanos e rurais, tanto de natureza civil quanto militar.
Ela trabalha, num sentido amplo, abordando desde a prevenção, a atenção emergencial, cura e reabilitação de agravos a saúde em virtude das atividades relacionadas as ações táticas.
A Medicina Tática tem uma maior ligação com a saúde pública do que a maioria das pessoas pensa.